# Observación participante

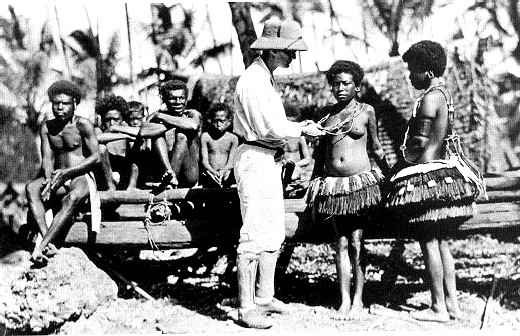
Bronislaw Malinowski con nativos de las Islas Trobriand, 1918.

La observación participante es una técnica de recolección de datos. Es una técnica ampliamente utilizada en muchas disciplinas (sociología, estudios de comunicación, ciencia política, geografía humana, psicología social, entre otras). Sin embargo, la antropología social y cultural ha construido su identidad disciplinaria alrededor de ella, por lo tanto -aunque no única- es su principal técnica de recolección de datos. Su objetivo es familiarizarse estrechamente con un determinado grupo de individuos (como un grupo religioso, ocupacional, sub-cultural o una comunidad en particular) y sus prácticas a través de una participación intensa con las personas en su entorno cultural, generalmente a lo largo de un periodo de tiempo extendido. Esta técnica, -si bien es cierto "entró en la antropología como un trasplante de la 'observación naturalista' de los zoólogos"-, adquiere su actual forma a partir del trabajo de campo realizado por el antropólogo británico, Bronisław Malinowski en las Islas Trobriand.

## Historia y desarrollo
La Observación participante no siempre fue central en la investigación antropológica, durante el siglo XIX: "Los primeros antropólogos realizaban sus estudios a partir de la información facilitada por personas que habían estado en contacto inmediato con una determinada sociedad" Este tipo de investigación la realizaban antropólogos como Edward B. Tylor y James Frazer -entre otros-.Por eso es que posteriormente fueron etiquetados como "antropólogos de sillón" por sus sucesores.
Podemos ver como antecedentes de la observación participante, tal como la concebimos en la actualidad, el estudio de los Indios Zuñi realizado por Frank Hamilton Cushing a finales del siglo XIX, dentro de una de las expediciones avaladas por el Smithsonian Institute al sudoeste de los Estados Unidos. Después de terminar la expedición Cushing decidió convivir por varios años con los Zuñi. Y por otro por el trabajo realizado en la Segunda Expedición al Estrecho de Torres liderada por Alfred Haddon (1898). Posteriormente,-a comienzos del siglo XX- el trabajo de Bronisław Malinowski, en las Islas Trobriand, es considerado como el trabajo modélico y fundacional de lo que es la Observación Participante. Así pues a partir de su investigación, la observación participante logró emerger como el enfoque principal de la investigación etnográfica y se basó en el cultivo de relaciones personales con informantes locales como una forma de aprender sobre una cultura, involucrando tanto la observación como la participación en la vida social de un grupo. Al vivir con las culturas que estudiaron, los investigadores fueron capaces de formular cuentas de primera mano de sus vidas y obtener nuevas ideas. Este mismo método de estudio también se ha aplicado a grupos dentro de la sociedad occidental, y es especialmente exitoso en el estudio de subculturas o grupos que comparten un fuerte sentido de identidad, donde sólo participando puede el observador acceder verdaderamente a las vivencias que se están estudiando.
Posteriormente otros investigadores como el británico EE Evans-Pritchard, y la estadounidense Margaret Mead en la primera mitad del siglo XX, realizarán sus propios trabajos de campo basados en las técnicas empleadas por Malinowski.
Desde la década de 1980, algunos antropólogos y científicos sociales han puesto en duda el grado en que la observación participante puede dar una idea verídica sobre las mentalidades de otras personas. Al mismo tiempo, un programa de investigación cualitativa más formal conocido como la teoría fundamentada, iniciado por Glaser y Strauss, comenzó a difundirse dentro de la sociología americana y campos relacionados. En respuesta a estos retos, algunos etnógrafos han refinado sus métodos, ya sea haciéndolos susceptibles de comprobación de hipótesis y replicabilidad, o al encuadrar sus interpretaciones dentro de una epistemología más cuidadosamente considerada.
Por lo tanto, el desarrollo de la observación participante como herramienta de investigación no ha sido un proceso fortuito, sino que ha implicado una gran cantidad de autocrítica y revisión.

## Método y práctica
Uno de los principales aspectos que debe vencer el investigador en la observación es el proceso de socialización con el grupo investigado para que sea aceptado como parte de él y, a la vez, definir claramente dónde, cómo y qué debe observar y escuchar.
Durante el proceso de investigación, para recolectar la información, el investigador debe seleccionar el conjunto de informantes, a los cuales además de observar e interactuar con ellos, puede utilizar técnicas como la entrevista, la encuesta, la revisión de documentos y el diario de campo o cuaderno de notas en el cual escribe las impresiones de lo vivido y observado, para poder organizarlas posteriormente.
Esta metodología en su forma más radical es observar un grupo social desde dentro hasta 'verse como uno de ellos' en su ambiente natural; por ejemplo, el barrio en la esquina de reuniones (Whyte); preservando la objetividad con la subjetividad (balance), con el riesgo de identificarse como uno de ellos, sino colocarse en el punto de vista de un contexto teorético. Es una práctica desde la 'Sociología del conocimiento', como una observación pausada para identificar los elementos de un hecho social. Es el punto de vista del realismo en la 'Filosofía de la ciencia', para hallar la verosimilitud de lo real de forma empírica, que no es precisamente la verdad moral. Los conceptos a captar son la acción social por la interacción de los sujetos y el contenido de sus comunicaciones, desde el interaccionismo simbólico. Alejandro Carrera, en 'Nuevo realismo social' establece sus propiedades desde la filosofía analítica:
- El mundo histórico sociocultural es independiente del conocimiento que tengan de él los científicos sociales.
- Su conocimiento es falible y se desarrolla desde un marco conceptual.
- El desarrollo del conocimiento científico se produce por un proceso de reformas continuas.
- Esas realidades están estratificadas o agrupadas.
- Los fenómenos sociales dependen de los conceptos de los agentes sociales.
- La ciencia es un conjunto de prácticas sociales.
- la ciencia social tiene que ser crítica en relación con sus objetos.[12]

Con estos postulados y sus métodos particulares: entrevistas informales, observación directa, participación en la vida del grupo, análisis de discusiones colectivas, documentos personales, historias de vida y otros; en un trabajo de campo para subculturas —grupos distintos—, principalmente con dimensiones cualitativas (dicotomizado: sí o no) de tipo transversal, con un modelo de tipo etnográfico, clasifica los eventos, pero no los "mide", propiamente. Similar tema se halla en el Realismo literario contemporáneo, cuando el autor convive en inmersión total en el mundo del cual quiere reunir vivencias para sus personajes con la adopción de un rol. Ejemplo: Mark Twain en el Misisipi. La Acción participante es la segunda etapa del método, que fue desarrollado por Orlando Fals Borda como metodología del Desarrollo.

### Tipos de Observación Participante
Como su nombre lo indica, "La observación participante consiste en dos actividades principales: observar sistemática y controladamente todo lo que acontece en torno del investigador, y participar en una o varias actividades de la población". Las distintas combinaciones de estas dos actividades y los grados en los que se pueden adelantar ha sido objeto de varias discusiones y distinciones. La observación participante es un método complejo que tiene muchos componentes y niveles. Una de las primeras cosas que un investigador debe hacer a la hora de decidir llevar a cabo una observación participante es decidir qué tipo de observador participante él o ella será.
| Tipo de Observación Participante | Nivel de Participación | Limitaciones |
| -------------------------------- | --- | --- |
| No participativa                 | No hay contacto con la población o campo de estudio. | incapaz de construir una relación o hacer preguntas a medida que surge la nueva información. |
| Participación pasiva             | El investigador sólo está en el rol de espectador. | limita la capacidad de establecer una relación y sumergirse en el campo. |
| Participación moderada           | El investigador mantiene un equilibrio entre los papeles "privilegiados" y "externos". | permite una buena combinación de participación y desapego, necesario para seguir siendo objetivo. |
| Participación activa             | El investigador se convierte en un miembro del grupo mediante la adquisición de habilidades y costumbres en aras de la comprensión completa.                                               | Este método permite al investigador a involucrarse más en la población. Existe el riesgo de que se vuelva nativo a medida que el investigador se esfuerza por comprender en profundidad la población estudiada. |
| Participación completa           | El investigador de participación completa está completamente integrado en la población de estudio de antemano (es decir, él o ella ya es un miembro de la población particular estudiada). | Existe el riesgo de perder todos los niveles de objetividad, arriesgando lo que es analizado y presentado al público.                                                                                           |

### Limitaciones de la observación participante
- Las observaciones registradas acerca de un grupo de personas o eventos nunca van a ser la descripción completa. Esto se debe a la naturaleza selectiva de cualquier tipo de proceso de registro: es inevitablemente influenciado por las creencias personales de los investigadores de lo que es relevante e importante.
- Esto también se juega en el análisis de los datos recopilados. La cosmovisión del investigador influye invariablemente en cómo interpreta y evalúa los datos.[14][15]